# Lego Harry Potter: Die Jahre 5–7
Lego Harry Potter: Die Jahre 5–7 (englischer Originaltitel: Lego Harry Potter: Years 5–7) ist ein Action-Adventure, das von Traveller’s Tales entwickelt und von Warner Bros. Interactive Entertainment erstmals 2011 veröffentlicht wurde. Es ist der Nachfolger von Lego Harry Potter: Die Jahre 1–4.

## Spielprinzip
Das Spielprinzip gleicht vollkommen seinem Vorgänger. Das Spiel handelt im Lego Universum und dreht sich um die Schuljahre 5–7 von Harry Potter und seinen Freunden.

## Rezeption
Lego Harry Potter: Die Jahre 5–7 wurde von der Fachpresse überwiegend positiv aufgenommen. Das US-amerikanische Onlinemagazin für Computerspiele GameSpot bewertete das Spiel beispielsweise mit 8 von insgesamt 10 möglichen Punkten.